# 1960年夏季残疾人奥林匹克运动会爱尔兰代表团
1960年夏季残疾人奥林匹克运动会爱尔兰代表团是爱尔兰派出的1960年夏季残疾人奥林匹克运动会代表团。获得2枚金牌。